# ニカラグア海軍艦艇一覧
ニカラグア海軍艦艇一覧は、ニカラグア共和国海軍が過去保有した、または現在保有する、または将来保有する予定の、未完成・計画中止を含めた歴代艦艇一覧である。
凡例

## 現有勢力（2024年現在）
- 国防予算：8,490万ドル[1]
- 海軍人員：500名[1]
- 艦船隻数：9隻（排水量20t以上）[1]

哨戒艇×9

## 艦艇一覧（近代海軍）

### 哨戒艦艇

#### 哨戒・警備艦艇
砲艦
- （Momotombo） - 1隻

### 補助艦艇

#### 補給艦艇
輸送船・運送船
- （Omotepe）[2] - 1隻
- （Maximo Jeraz） - 1隻